# Monethe
Monethe is een geslacht van vlinders uit de familie van de prachtvlinders (Riodinidae), onderfamilie Riodininae.
Monethe werd in 1851 voor het eerst wetenschappelijk beschreven door Westwood.

## Soorten
Monethe omvat de volgende soorten:
- Monethe albertus Felder, C & R. Felder, 1862
- Monethe alphonsus (Fabricius, 1793)